# Monika Mann
Pour les articles homonymes, voir Mann.
Monika Mann, née le 7 juin 1910 à Munich, morte le 17 mars 1992 à Leverkusen, Allemagne, est une romancière allemande.
C'est la fille de l'écrivain Thomas Mann et de Katia Mann, ainsi que la sœur de Klaus, Erika, Elisabeth, Michael et Golo Mann et la nièce de l'écrivain Heinrich Mann.

## Œuvres (choix)
- Passé et actuel (Vergangenes und Gegenwärtiges), 1956
- Le Commencement. Un agenda (Der Start. Ein Tagebuch), Steinklopfer, Fürstenfeldbruck, 1960
- Tache dans l'univers (Tupfen im All), Hegner, Cologne, 1963
- Miracle de l'enfance. Images et Impressions (Wunder der Kindheit. Bilder und Impressionen), Hegner, Cologne, 1966
- La Maison en marche. De la Vie d'une citoyenne du monde (Das fahrende Haus. Aus dem Leben einer Weltbürgerin), entretiens, texte et lettres, Rowohlt, Reinbek, 2007